# Christian Marin
Christian Bernard Georges Marin (n. 8 februarie 1929, Lyon - d. 5 septembrie 2012) a fost un actor francez de film.

## Filmografie
- 1960 Les Tortillards, regia Jean Bastia
- 1961 Căpitanul Fracasse (Le capitaine Fracasse), regia Pierre Gaspard-Huit
- 1961 Plăcerile orașului (Le Tracassin ou les plaisirs de la ville), regia Alex Joffé
- 1961 Frumoasa americană (La Belle Américaine), regia Robert Dhéry și Pierre Tchernia
- 1963 Onorabilul Stanislas, agent secret (L'honorable Stanislas, agent secret), r. Jean-Charles Dudrumet
- 1963 Puic, Puic (Pouic-Pouic), regia Jean Girault
- 1964 Jandarmul din Saint-Tropez (Le gendarme de Saint-Tropez), r. Jean Girault
- 1965 Compartimentul ucigașilor (Compartiment tueurs), regia Costa-Gavras
- 1965 Jandarmul la New York (Le gendarme à New York), r. Jean Girault
- 1968 Jandarmul se însoară (Le gendarme se marie), r. Jean Girault
- 1970 Jandarmul la plimbare (Le gendarme en balade), r. Jean Girault
- 2012 Dead Man Talking, regia Patrick Ridremont